# 早川久美子
早川 久美子（はやかわ くみこ、1971年1月18日 - ）は、日本の政治家。衆議院議員（1期）、葛飾区議会議員（2期）を務めた。

## 概要
東京都葛飾区立石出身。共栄学園高等学校、カリフォルニア州立大学サクラメント校経済学部卒業。
米国の通信社勤務後、帰国し、外資系企業を経て玩具メーカーに勤務。2001年に葛飾区議会議員選挙に当選し、2期務める。
2006年、35歳時に、雑誌『フライデー』6月30日号にて水着写真を披露し話題になる。
2009年、第45回衆議院議員総選挙の東京17区に民主党から出馬。自由民主党の平沢勝栄に約3万票の差をつけられて敗れたが、重複立候補していた比例東京ブロックで復活し、初当選した。この選挙の際、プロボクシングWBC世界戦で勝利した内藤大助が所属する宮田ジム会長の宮田博行が応援（宮田ジムが地元にある縁で）。一騎討ちとなった平沢は、内藤と対戦した亀田家から支援を受けている為、亀田vs内藤の"代理戦争"として話題となった。
2012年1月26日のプロボクシングの日本王座戦（粉川拓也 vs 池原繁尊）では、黒のレザーベストとホットパンツを着てラウンドガールを務めた。同年12月16日の第46回衆議院議員総選挙に東京17区から出馬したが、再び平沢に敗れ、比例復活できずに落選。

## 政歴
- 2001年
  - 葛飾区議会議員選挙に民主党公認で出馬し、初当選。
- 2005年
  - 葛飾区議会議員選挙で再選。
- 2009年
  - 第45回衆議院議員総選挙に東京17区から出馬し、平沢勝栄に敗れたが、比例東京ブロックで復活し初当選。
- 2012年
  - 第46回衆議院議員総選挙に東京17区から出馬したが、再び平沢に敗れ、比例復活できずに落選。

## 人物
- 好きな食べ物は、焼肉、もんじゃ焼き、ラーメン。
- 尊敬する人は松井秀喜。
- 趣味はジム、サーフィン、ゴルフなど。

## 所属していた団体・議員連盟
- 民主党ワイン産業振興議員連盟

## テレビ
- サンデージャポン（TBS、2010年1月31日～2月7日・28日、6月13日）
- 太田光の私が総理大臣になったら…秘書田中。（NTV、2010年2月19日）